# Enseignement entre pairs
L'enseignement entre pairs est une méthode pédagogique centrée sur l'apprenant et implique un renversement de l'organisation classique d'un cours, en transférant l'apport d'informations à l'extérieur de la salle de classe, et l'assimilation ou l'application des connaissances, à l'intérieur de celle-ci. Des résultats de recherches semblent indiquer l'efficacité de l'enseignement entre pairs comparée à des méthodes plus classiques telles que l'enseignement magistral.

## Méthode de Eric Mazur
L'instruction interactive entre pairs (peer instruction) est une méthode factuelle et interactive développée par Eric Mazur, Professeur à l'Université d'Harvard, au début des années 1990. Initialement utilisée pour faciliter l'apprentissage pendant les cours d'introduction de premier cycle en physique à l'Université d'Harvard, l'enseignement interactif entre pairs est maintenant utilisé dans différentes disciplines et institutions dans le monde entier.
Cette méthode favorise l'apprentissage en dehors de la salle de classe, en proposant des lecture pré-cours, incite la formulation de questions qui seront ensuite traitées le cours suivant, selon la méthode Just in Time Teaching. L'enseignant/accompagnateur sollicite ensuite les apprenants avec des questions (appelées concepTest) sur les concepts du cours, questions axées autour des difficultés évoquées par les apprenants. Chaque apprenant répond aux questions posées en utilisant un boîtier de vote interactif. La procédure de questionnement proposée par Eric Mazur est la suivante :
1. L'enseignant/accompagnateur pose des questions basées sur les réponses des étudiants à leur lecture pré-cours
2. Réflexions autour de ces questions
3. Formulations individuelles de réponses
4. L'enseignant passe en revue les réponses individuelles
5. Les apprenants échangent sur leurs avis, réflexions avec leurs pairs
6. Re formulation individuelles par les apprenants
7. Relecture par l'enseignant, qui évalue si de plus amples explications sont nécessaires avant de passer au concept de cours suivant[3],[7].

L'instruction entre pairs est diffusée de manière très large dans différents types d'institutions, dans le monde entier, et dans de nombreuses disciplines telles que la philosophie, la psychologie, la géologie, la biologie, les mathématiques, l'informatique et l’ingénierie .

### Méthode "we are peers"
Alors étudiante à Emlyon Business School, Diane Lenne conçoit et facilite le premier cours entièrement basé sur une pédagogie entre pairs dans l'école, grâce à son observation de l'efficacité du partage de connaissances dans les espaces d'innovations (tels que tiers lieux, makerslab, fab lab...). À partir de leur propre expérience, les étudiants apprennent à identifier leurs talents et à les enseigner en équipe aux autres, en utilisant des méthodes de transmission active. En 21h, ils apprennent à apprendre des autres, à identifier et valoriser leurs connaissances et compétences. Puis, à la demande des professionnels, une version courte en 2h est conçue, devenue depuis de plus en plus utilisée par les professionnels de la pédagogie. (11 000 participants fin 2021).
Une session "WAP - We Are Peers" s'organise de la manière suivante :
1. Question d'émergence visant à révéler les expériences les plus intéressantes des membres du groupe
2. Choix d'apprentissage par les participants qui choisissent leurs préférences d'apprentissage
3. Création de groupes de pairs où chacun raconte son expérience aux autres de manière structurée et chronométrée.
4. Phase d'analyse collaborative de pratique, et mutualisation des apprentissages
5. Approfondissement ou de mise en pratique en binômes.

L'approche WAP permet le partage au sein d'un grand volume de participants en même temps, grâce à la relative autonomie des échanges en petits groupes de pairs. La méthodologie WAP fait l'objet d'itérations constantes et de nombreuses variantes pour s'adapter aux objectifs et thématiques d'apprentissage. Des programmes de formation entre pairs peuvent être conçus à partir de cette méthode.